# 芎林 (大字)
芎林，原稱九芎林，是臺灣新竹縣芎林鄉的一個傳統地域名稱，也是全鄉的主聚落所在地，位於該鄉中部偏西北。相較於今日行政區，其範圍大致包括芎林村、文林村北部凸出部分。

## 歷史
台灣清治末期至日治初期，芎林地區為一街庄，稱為「九芎林庄」，隸屬於竹北一堡。該庄西北與上山庄為鄰，東北與水坑庄為鄰，南邊為中坑庄、倒別牛庄、柯仔林庄。
1901年（日治明治三十四年）11月，全台廢縣廳改設二十廳，該庄隸屬於新竹廳。1909年（明治四十二年）10月，合併二十廳為十二廳，該庄隸屬不變。1920年（大正九年），廢十二廳改設五州二廳，該庄改制並改名為「芎林」大字，隸屬於新竹州竹東郡芎林庄，大字下有「芎林」、「高梘頭」小字名。
戰後芎林庄改制為芎林鄉，隸屬於新竹縣，大字亦改制為村。1950年桃竹苗分治，芎林鄉隸屬不變。

## 交通
縣道115號是觀音至芎林的道路，大致以東北—西南走向經過芎林地區西北部，向北可前往新埔市區、楊梅、新屋、觀音等地，向西南出邊界不遠處即止於縣道120號路口。
縣道123號是芎林下山橋至竹東的道路，大致以西北—東南走向經過本地區西南部，向西北可前往下山橋與縣道120號交會，向東南可前往竹東。

## 學校
- 芎林國小
- 碧潭國小
- 五龍國小
- 芎林國中